# Северово (Московская область)
Северово — деревня в Подольском районе Московской области России. Входит в состав сельского поселения Лаговское (до середины 2000-х — Лаговский сельский округ).

## Население
Согласно Всероссийской переписи, в 2002 году в деревне проживало 155 человек (73 мужчины и 82 женщины). По данным на 2005 год в деревне проживало 170 человек.

## Расположение
Деревня Северово расположена примерно в 4 км к юго-западу от центра города Подольска рядом с городской чертой. Через деревню протекает река Жественка. В 2 километрах западнее деревни расположена платформа Кутузовская. В деревне расположена остановка «Северово» автобуса № 63 (ст. Подольск – Северово).